# Platanares (Costa Rica)
Platanares es el sexto distrito del cantón de Pérez Zeledón, en la provincia de San José, de Costa Rica.

## Historia
La cabecera de distrito de Platanares es San Rafael y su desarrollo se ha acelerado después de la pavimentación de la carretera, según indican algunos vecinos.
Entre los pioneros destacados se menciona a Juan Jiménez Vega, Marcelino Salas, Tobías Rodríguez, Ulises Rodríguez, Ramón Campos, Domingo Araya y Rafael Naranjo. 
Otros pobladores que se recuerdan son la familia Elizondo y Umaña, Juan Elías Jiménez y Gerardo Sánchez en San Pablo; en San Rafael a Galo Muñoz y en Vista de Mar a Ramón Guillén.
Platanares cómo distrito fue creado el 13 de mayo de 1966 por medio de Decreto Ejecutivo 2. Segregado de San Pedro.

## Ubicación
Platanares está ubicado a unos 25 km al sur de San Isidro de El General, ruta nacional 2, luego 242 y por último 328.

## Geografía
Platanares cuenta con un área de 80,92 km² y una altitud media de 865 m s. n. m.

## Demografía
Para el año 2022, Platanares cuenta con una población estimada de 6876 habitantes, y para el último censo efectuado, en 2011, Platanares contaba con una población de 7203 habitantes.

## Localidades
- Cabecera: San Rafael
- Poblados: Aguas Buenas (parte), Bajo Bonitas, Bajo Espinoza, Bolivia, Bonitas, Buenos Aires, Concepción (parte), Cristo Rey, La Sierra, Lourdes, Mastatal, Mollejoncito, Mollejones, Naranjos, San Pablito, San Pablo, Socorro, Surtubal (parte), Villa Argentina, Villa Flor, Vista de Mar.

## Cultura

### Educación
El Colegio Agropecuario de Platanares, fundado en el año 1974, ha sido parte importante en la educación y desarrollo del distrito, en donde la mayoría de sus habitantes se dedican a la producción de café.

## Economía
Platanares es un lugar dedicado mayoritariamente a la actividad agrícola, principalmente en café.

## Transporte

### Carreteras
Al distrito lo atraviesan las siguientes rutas nacionales de carretera:
- Ruta nacional 244
- Ruta nacional 329